# Médaille Murchison
Ne doit pas être confondu avec Prix Murchison.
La médaille Murchison est une récompense scientifique dans le domaine de la géologie décernée par la Geological Society of London.
La médaille est nommée d'après Sir Roderick Murchison (1792-1871).